# Gustav Ratzenhofer
Gustav Ratzenhofer (4 juillet 1842 - 8 octobre 1904) est un officier militaire de haut rang, philosophe, politologue et sociologue autodidacte autrichien, partisan d'une conception du monde radicalement moniste qu'il développe dans l'ensemble de ses écrits de philosophie sociale, et qui s'appuie sur les notions de « force », d' « évolution » et de « loi naturelle ».
Il conçoit l’État comme le résultat de l'interaction entre des groupes sociaux, obéissant à des lois naturelles qui sont les mêmes dans les mondes physique, chimique et biologique. La politique n'est d'après lui rien d'autre qu'un effet des forces de la nature au sein de ces groupes. Il considère également que l'« inimitié (ou hostilité) absolue » est la force primordiale de la politique.
La philosophie sociale de Ratzenhofer ne se veut pas seulement descriptive ou explicative, elle prône une forme de socialisme hiérarchique, opposé au socialisme égalitariste ainsi qu'aux individualismes de toutes natures, privés ou collectifs, qui disloquent selon lui la société.

## Parcours
Gustav Ratzenhofer est né à Vienne en 1842. Fils d'horloger, d'origine modeste, il se retrouve très tôt orphelin et devient cadet de l'armée impériale d'Autriche dès l'âge de seize ans. Il entame sa carrière militaire en 1859 au sein de l'armée impériale en participant comme jeune cadet aux campagnes d'Italie. Il assiste aux campagnes de 1866 et aux défaites qui furent décisives dans la disparition de la Confédération allemande, ainsi qu'aux violences de l'occupation de la Bosnie par l'Autriche, décidée en 1878 par le Congrès de Berlin, avant de gravir les échelons. Il enseigne alors dans l'Académie militaire et devient responsable dès 1878 des Archives de l'armée. Il entre en service au Tyrol, en Galicie, et dans d'autres parties de l'Empire, expériences qui le familiarisent avec les problèmes posés par la coexistence  des 137 « groupes ethniques » appartenant à des populations de souche allemande, romane, slave et asiatique, et répartis dans les multiples « pays de la couronne » qui constituent la double monarchie austro-hongroise.
C'est au cours des longues années de paix qu'il acquiert en tant qu'autodidacte de solides connaissances du côté de la philosophie et de la sociologie naissante : Mill, Spencer, Gumplowicz et Comte seront ses références principales, et il s'inspire vraisemblablement des travaux du juriste et sociologue Rudolf von Jhering. Ses premières publications relèvent des domaines de la tactique, de la polémologie et de l'histoire des guerres. Il termine sa carrière en 1901, année de sa retraite, alors qu'il est nommé général de division et qu'il exerce la fonction de président de la Haute Cour militaire. Il meurt trois ans plus tard, en 1904, au cours d'un voyage de retour du Congrès des arts et des sciences à l'Exposition universelle de Saint-Louis aux États-Unis, sur le paquebot qui devait le ramener en Europe.

## Philosophie sociale et politique
L’œuvre sociologique et philosophique de Ratzenhofer est publiée entre 1893 et 1907, années qui succèdent à la publication de ses écrits militaires et historiques sur la défense de l’État autrichien et l'histoire des conflits qui s'y rapportent. C'est en effet après avoir entamé une carrière d'écrivain militaire qu'il se tourne vers la sociologie et la philosophie politique, armé des théories positivistes de Comte, Mill et Spencer et des idées de Ludwig Gumplowicz sur la « lutte des races ». Son œuvre s'inscrit dans la filiation du romantisme politique de Fichte et de Schelling, mais sous les auspices d'une méthode qui n'est plus « dialectique » mais « biologique », méthode alors en vogue depuis l'émergence des écoles darwiniennes.

### Naturalisme sociologique
L'idée de départ s'inscrit dans une perspective naturaliste : « les lois sociales sont des modalités des lois de la nature, qui ont une validité générale », point de vue défendu dans un ouvrage considérable publié en trois volumes et qui s'intitule « Nature et but de la politique, en tant qu'élément de la sociologie et fondement des sciences de l’État » (Wesen und Zweck der Politik, als Theil der Sociologie und Grundlage der Staatswissenschaften). L'histoire humaine n'est pas seulement un cas spécial de l'histoire naturelle générale : l'homme est un élément de la nature globale. Il n'est donc pas seulement soumis aux lois générales de la nature dans ses mécanismes physiques et chimiques mais aussi dans son psychisme.
Le système sociologique de Ratzenhofer repose sur la notion de « forces sociales fondamentales », forces biologiques identifiables aux « pulsions » et aux « intérêts humains ». À la base de ces intérêts sont les désirs de l'existence individuelle (auto-conservation et reproduction individuelles) et ceux de la conservation de l'espèce, que l'on trouve aussi bien en l'homme que dans les organismes vivants les plus primitifs. En l'homme, ces besoins s'expriment en « intérêts politiques ». L'évolution des divers types d'associations humaines se déduit donc, suivant la méthode biologisante de Ratzenhofer, à partir des dimensions physiques, chimiques et biologiques des pulsions et désirs humains. La guerre, l'industrie et le commerce sont les moyens de satisfaire ces désirs, et la « satisfaction harmonieuse des intérêts » constitue l'objectif du développement social. Par ailleurs, toute doctrine du politique doit procéder d'une étude « psychopathologique » de l'homme qui en analyse les pulsions motrices.
Ratzenhofer approfondit son approche naturaliste et moniste dans ses ouvrages ultérieurs : « La connaissance sociologique » (Die sociologische Erkenntnis), et « Le monisme positif et le principe unitaire de tous les phénomènes » (Der Positive Monismus und das einheitliche Princip aller Erscheinungen). Il y développe la notion de « communauté d'intérêts », ensemble convergent d'intérêts égoïstes qui est à l'origine du processus de socialisation et qui, en vertu même ce processus, finit par transcender l'intérêt individuel au profit de l'intérêt collectif.

### Évolutionnisme social
C'est dans une perspective qui se veut évolutionniste que Ratzenhofer établit les principales « lois de l'évolution sociale ». L'alternance entre guerre et paix, entre différenciation sociale et intégration, entre progrès historique et régression, correspond en effet chez lui au processus naturel d'évolution qui se poursuit dans les formes sociales les plus complexes : dans l’État, d'une part, dans le regroupement d'unités ethnolinguistiques, ensuite, au sein de « cercles culturels » (Kulturkreise) tels que le sont les ensembles romans, germaniques, slaves, etc. C'est aussi avec l’État qu'apparaissent les conditions des inégalités : sociales d'abord, entre privilégiés et asservis ; politiques ensuite, suivant les degrés de pouvoir ; individuelles (physique et intellectuelle) enfin. S'ajoute à ces inégalités celle relative à la propriété qui suscite quant à elle le besoin d'une organisation étatique et juridique.
Pour Ratzenhofer, l'évolution sociale commence à partir de la « horde primitive » – groupe tribal de chasseurs ou d'éleveurs défini par des liens de parenté consanguine. La horde est matriarcale, égalitaire et libre. Elle est en outre pacifique. Mais les besoins alimentaires des hordes nomades les mettent en contact et créent des conditions de concurrence. Dans les combats qui peuvent en résulter, les vainqueurs exterminent les vaincus, ou bien les asservissent. Avec la formation des chefferies et l'esclavage s'instaurent des rapports de domination ainsi que le patriarcat. Dans la communauté de cultivateurs, en revanche, groupe sédentaire resté économiquement communiste (« communisme primitif »), des rapports de réciprocité avec d'autres communautés sont entretenus. C'est cet état d'équilibre relatif qui, paradoxalement, fait que la violence de la lutte persiste, ce qui constitue un facteur de stagnation dans l'évolution d'une société. Celle ci n'avance que lorsque se forme une organisation sociale étatique stable, à la suite de la conquête guerrière d'une communauté sédentaire par un groupe nomade « inférieur » du point de vue culturel, mais qui s'imposera comme classe dominante à la population asservie, reléguant celle-ci aux activités économiques.
D'après ce schéma, la société reste inorganisée mais égalitaire au niveau de la horde et de la famille tribale ; elle est déjà plus différenciée dans les communautés sédentaires ; elle devient hautement développée et inégalitaire dans la société complexe que forme l’État, institution qui est portée par un peuple (Volk), et qui produit le droit et la civilisation. La « volonté sociale » par laquelle émergent l’État et les forces qui l'influencent est pour Ratzenhofer un fait consécutif à l'évolution naturelle.

### Hostilité absolue, domination étatique
Selon Ratzenhofer, l'histoire des formations sociales se partage entre hostilité et domination, en fonction des rapports de force entre elles. Plus ces rapports sont déséquilibrés, plus la domination gagne, et plus l'hostilité recule. L'inégalité entre les groupes sociaux est donc, paradoxalement, un facteur d'évolution des sociétés.
La première loi de l'évolution sociale est la « loi de l'hostilité absolue de toutes les individualités entre elles ». Par « individualité », il faut entendre toute unité (individus ou groupes) défendant ses propres intérêts :
« Tout être organique, et ce qui en procède, donc aussi une formation ayant des intérêts intellectuels ou moraux, a tendance à s'accroître, à se développer organiquement ; s'étendant pour cela dans l'espace, il entre en conflit avec l'entourage d'une façon mécanique, et, ayant à satisfaire des besoins, il le fait activement. La croissance et le besoin sont les causes de cette hostilité des êtres entre eux – une inimitié qui est absolue, puisque ces causes sont données, d'une manière inaliénable, avec l'existence des êtres. »
Les trois causes principales de cette hostilité absolue sont les besoins alimentaires et la procréation, eux-mêmes dépendants de l'espace disponible que les protagonistes cherchent à étendre. Ces motifs de lutte animent toute créature organique, les besoins humains plus diversifiés n'étant que des « formes évolutives », des « modifications » de ces causes. L'hostilité absolue, incessante à l'échelle de l'histoire, prend de nouvelles formes avec le développement des sociétés, tout en faisant reculer la violence des luttes par l'instauration de rapports stables de domination. Cette stratégie dominatrice est décrite comme une tactique, à la manière d'une histoire naturelle décrivant le comportement animal.
Dans les sociétés humaines, la tactique de développement de l’État consiste à instaurer le droit par la domination politique, en protégeant la société des effets négatifs de l'hostilité absolue. Du fait de la nature même de l’État, ce sont les minorités privilégiées qui détiennent le pouvoir, alors que les masses des non-possédants et des sans-pouvoir, toujours trompés et toujours perdants, « se font abuser, dans leurs besoins irréfléchis, par les individualités plus développées », y compris par celles qui font miroiter à leurs yeux le mirage d'un avenir meilleur (en particulier la social-démocratie pour Ratzenhofer). Mais l'autorité de l’État finit par libérer les hommes du sort peu enviable que leur laisserait autrement l'hostilité absolue et les pulsions brutes non bridées. De ce fait, l'autorité, c'est la liberté. La civilisation émerge quand les sociétés aident les meilleurs à détenir l'autorité.

### Processus de civilisation, progrès moral
La civilisation est pour Ratzenhofer un produit du politique, de la lutte contre les égoïsmes spontanés des hommes pour faire triompher les objectifs collectifs. Elle transforme les égoïsmes privés, individuels ou collectifs, en forces bénéfiques pour la collectivité. Tout progrès civilisateur dérive d'un succès politique ayant eu pour objet une tâche d'intérêt commun. Ce progrès consiste dans le raffinement des mœurs naturelles et dans leur passage au niveau éthique, autrement dit, collectif, processus qui connaît des rythmes sinusoïdaux ascendants et descendants. Les phases de haute conjoncture sont celles où l'hostilité absolue est fortement bridée et où les communautés politiques croissent et s'épanouissent ; les phases de basse conjoncture sont celles où les communautés sont détruites, où les pulsions égoïstes refont surface, où les arts et les sciences dégénèrent et où l'économie se fonde sur l'exploitation de tous par tous (plutôt que sur la domination mesurée d'une minorité sur les masses). Le processus civilisateur, l'emportant finalement sur la « barbarie » — définie comme intransigeance des intérêts particuliers — grâce au « socialisme conscient » des individualités évoluées (groupes sociaux inclus), aboutira à son terme à un état où « toute l'humanité ne sera qu'une seule société », sans que les individualités composantes (individus, groupes sociaux et « raciaux ») soient entièrement sacrifiées.
Les suggestions de réforme sociale, visant à l'élimination de l'individualisme égoïste en faveur d'une « éthique positive » soucieuse de préserver le bien commun sont développées à partir de 1901 dans son « Ethique positive » (Positive Ethik), dans « La critique de l'intellect » (Die Kritik des Intellects) ainsi que dans la dernière synthèse sociologique, publiée à titre posthume et intitulée « Sociologie – Doctrine positive des rapports humains de réciprocité » (Soziologie – Positive Lehre von den menschlichen Wechselbeziehungen). Ratzenhofer considère là que le processus de civilisation et de moralisation de l'humanité passe par un développement des connaissances scientifiques et de la religiosité intérieure (en tant que propension à satisfaire les impératifs collectifs), ainsi que des corpus juridiques qui régulent les rapports conflictuels d'ordre politique et économique. Il estime aussi qu'il faut éliminer les inégalités en matière de droit, et réduire les inégalités en matière de propriété, par l'élévation morale et intellectuelle de ceux qui sont susceptibles de garantir le meilleur état de droit.

## Conceptions racialistes
À l'instar de la plupart des intellectuels germanophones de son temps et de son milieu s'intéressant aux questions sociales, Ratzenhofer exprime tout au long de son œuvre certaines considérations racialistes pouvant être interprétées comme une forme de racisme pangermaniste, teinté d'anti-sémitisme. D'après lui, en effet, certaines « races » humaines, « orientales » d'abord, latino-européennes ensuite, puis germaniques enfin, ont connu un niveau de développement supérieur à d'autres. Celle dont la domination finira par s'imposer au monde entier du fait de son plus haut niveau de développement civilisationnel est celle qui est déjà à même de prendre en charge le destin de l'humanité. En d'autres termes, il existe au moins une « race supérieure » destinée à faire triompher l'éthique « positive » visant le plus grand intérêt commun de l'humanité, en agissant sous divers oripeaux : militaire, religieux, scientifique. Les peuples qui vivent cette éthique positive sont sûrs de triompher dans la compétition générale entre les peuples du monde.
À l'échelle de l'histoire de l'homme moderne, la disparition ou le déclassement de certaines sociétés ou civilisations correspond à une même évolution historique vers la domination des grandes nations européennes. À l'échelle de l'histoire évolutive, la disparition des primates anthropomorphes et des races dites primitives correspond à une même évolution générale qui aboutira au triomphe de l' « Aryen », qui s'opposera ensuite au « Juif ». Les peuples les moins avancés restent quant à eux prisonniers de leurs égoïsmes, à moins qu'un puissant agent extérieur, tel que l'action conquérante d'un peuple ennemi, provoque l'éclosion d'un processus de développement moral (« éthicisation »). Toutefois, certains peuples apparemment mal disposés parviennent malgré tout à déployer leurs propres énergies dans le monde grâce aux efforts de personnalités égoïstes et conquérantes, qui peuvent basculer aussi bien dans la civilisation que dans la barbarie.
Pour Ratzenhofer, le « mélange racial » peut être un facteur dynamique, comme en Grande-Bretagne où les éléments du mixage racial sont proches, ou bien un facteur de déliquescence, comme en Autriche où se mêleraient toutes les races européennes. Il juge par ailleurs négativement la volonté de domination totale qu'ont certains peuples, tels que les Anglais dans leur expansion coloniale, car elle correspond à ce qu'il appelle l' « individualisme racial », source de dislocation de l'humanité. Pour lui, la domination ne doit pas être une entreprise d'exploitation des autres peuples, encore moins d'extermination, et il dénonce tout ce qui conduit à une distanciation toujours plus accentuée entre les « races humaines », ainsi qu'entre l'espèce humaine et les espèces animales concurrentes.

## Ratzenhofer et Gumplowicz
La philosophie sociale de Ratzenhofer est souvent présentée comme relevant du courant de pensée social-darwiniste, dans le sillage de Ludwig Gumplowicz, auteur de « La lutte des races » (Der Rassenkampf). Tous deux sont en effet les principaux représentants d'une théorie des conflits inspirée du « darwinisme » ambiant qui fut également débattue ailleurs : en Italie avec Michelangelo Vaccario et Achille Loria, aux États-Unis avec Lester Ward et Albion Small. Ratzenhofer a par ailleurs entretenu des relations épistolaires avec Gumplowitz qui saluait ses écrits comme l'achèvement rigoureux et systématique d'une partie essentielle de sa propre pensée : la théorie de l’État. D'après Gumplowicz, Ratzenhofer aurait même réussi mieux que lui à créer une politologie objective et vraiment scientifique en traitant de la formation de l’État comme du résultat de l'interaction entre des groupes sociaux, obéissant à des lois naturelles identiques dans les mondes physique, chimique et biologique.
Les idées de Ratzenhofer se distinguent cependant de celles de Gumplowitz à plusieurs égards, sur le plan des analyses et sur celui du projet philosophique. D'abord, sa conception de l'origine de l’État s'oppose à celle de Gumplowicz, fondée sur la thèse de l'intégration d'une multitude d'éléments hétérogènes, notamment « raciaux » (« polygénisme »), et se conforme plutôt au schéma spencérien de la différenciation à partir d'une homogénéité originaire (« monogénisme »), s'appuyant sur les liens d'une communauté de sang. Ratzenhofer affirme en ce sens la priorité historique des structures familiales consanguines sur les grands systèmes de pouvoir et sur l’État. En outre, à la différence de Gumplowicz, il insiste sur l'équilibre pacifique des rapports sociaux lorsque l'autorité de l’État s'exerce convenablement. Enfin, il ne se borne pas au constat résigné de l'état conflictuel du monde, mais il assigne à l'évolution sociale un sens moral et un but dans le projet collectif. Il soutient la possibilité d'une évolution universelle dirigée vers l'accomplissement de la civilisation. Ce dernier stade évolutif viendrait à bout de l'hostilité absolue, des inégalités, et de tous les freins au libre déploiement de la culture et de la conscience collective.

## Influence et postérité
La théorie des conflits et des intérêts sociaux de Ratzenhofer semble être restée sans écho sur le continent européen, mais elle a connu un certain retentissement aux États-Unis. Albion Small, fondateur de l'école sociologique de Chicago, et qui passe pour être le principal promoteur de la sociologie américaine, avec Lester Ward, Graham Sumner et Franklin Giddins, a commenté ses idées dans son opus princeps : la General Sociology, où 16 chapitres lui sont consacrés. Small complète son propre système de sociologie dynamique par celui de Ratzenhofer, et déclare en 1903 à propos du grand ouvrage de 1893, Nature et but de la politique : « Avec ce travail, la sociologie a atteint l'âge de sa majorité ». Il traduit également les écrits de Ratzenhofer, et notamment sa dernière contribution : « The problems of sociology », présentée au Congrès de Saint-Louis à l'occasion de l'Exposition universelle.
La question de l'influence des conceptions racialistes de Ratzenhofer dans les milieux pangermanistes du début du XXe siècle reste discutée.

## Publications

### Ouvrages historiques sur la guerre
- Im Donaureich (« Dans l'empire danubien »), Vienne, 1877.
- Spanischer Succesionskrieg – Fedzug 1704 (« La guerre de succession espagnole – La campagne de 1704 »), Vienne, 1879.
- Die Staaswehr – Wissenschafliche Untersuchung der öffentlichen Wehrangelegenheiten (« La défense d'Etat – Etude scientifique des affaires publiques relatives à la défense »), Stuttgart, 1881.

### Ouvrages de philosophie sociale
- Wesen und Zweck der Politik, als Theil der Sociologie und Grundlage der Staatswissenschaften (« Nature et but de la politique, en tant qu'élément de la sociologie et fondement des sciences de l’État »), Leipzig, Brockaus, 1893.
- Die sociologische Erkenntnis – Positive Philosophie des socialen Lebens (« La connaissance sociologique – Philosophie positive de la vie sociale »), Leipzig, Brochaus, 1898.
- Der Positive Monismus und das einheitliche Princip aller Erscheinungen (« Le monisme positif et le principe unitaire de tous les phénomènes »), Leipzig, Brochaus, 1899.
- Positive Ethik – Die Verwirkichung des Sittlich-Seinsollenden (« Ethique positive – Réalisation du devoir-être éthique' »), Leipzig, Brockhaus, 1901.
- Die Kritik des Intellects – Positive Erkenntnistheorie (« La critique de l'intellect – Théorie de la connaissance positive »), Leipzig, Brockhaus, 1902.
- Soziologie – Positive Lehre von den menschlichen Wechselbeziehungen (« Sociologie – Doctrine des rapports humains de réciprocité »), Leipzig, Brockhaus, 1907 (publié à titre posthume).